# Hero of Our Time
Albums de Satanic Surfers
Keep Out
(1994) 666 Motor INN
(1997)
Hero of Our Time est le troisième album du groupe suédois de punk rock Satanic Surfers. C'est sur cet album que le batteur Rodrigo Alfaro prend définitivement sa place comme principale chanteur du groupe tout en demeurant le batteur. C'est avec cet album que le groupe sera connu en dehors de leur pays natal. C'est d'ailleurs leur album le plus vendu avec plus de 60 000 copies à travers le monde.

## Composition du groupe
- Rodrigo : chants, batterie
- Tomek : basse
- Magnus : guitare
- Fredrik : guitare

## Liste des Titres
| No  | Titre                       | Durée |
| --- | --------------------------- | ----- |
| 1.  | ...and the cheese fell down | 2:01  |
| 2.  | Better Off Today            | 2:33  |
| 3.  | Use a Bee                   | 2:15  |
| 4.  | Ketty                       | 1:47  |
| 5.  | Hero of Our Time            | 3:01  |
| 6.  | Before it's Too Late        | 2:19  |
| 7.  | The Treaty And The Bridge   | 2:43  |
| 8.  | Armless Skater              | 2:16  |
| 9.  | Puppet                      | 2:20  |
| 10. | Go to Throw Up              | 3:00  |
| 11. | Good Morning                | 4:34  |
| 12. | Head Under Water            | 2:18  |
| 13. | Outro                       | :59   |